# Marea Istorie

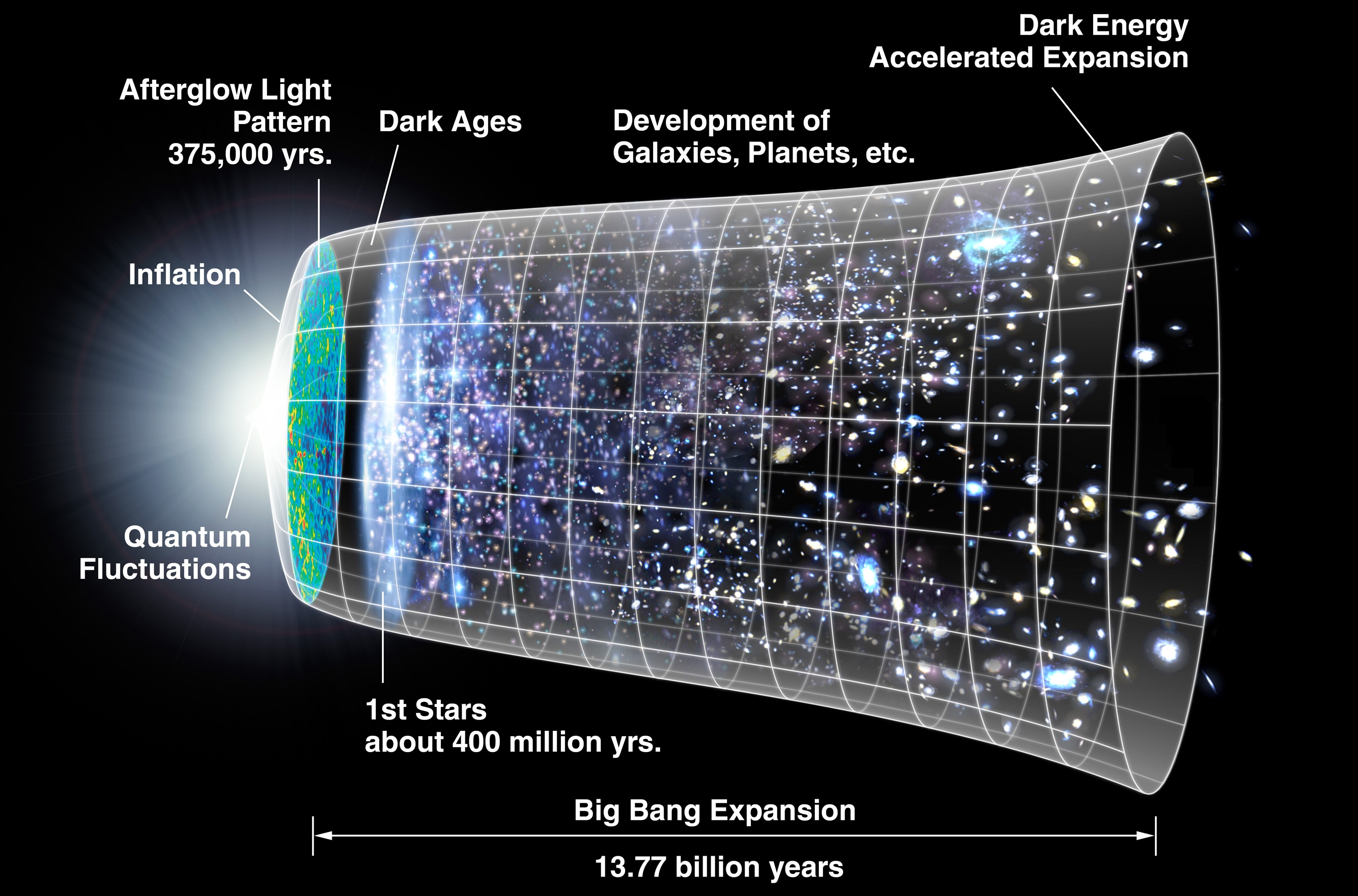
O diagramă a expansiunii Big Bang conform NASA

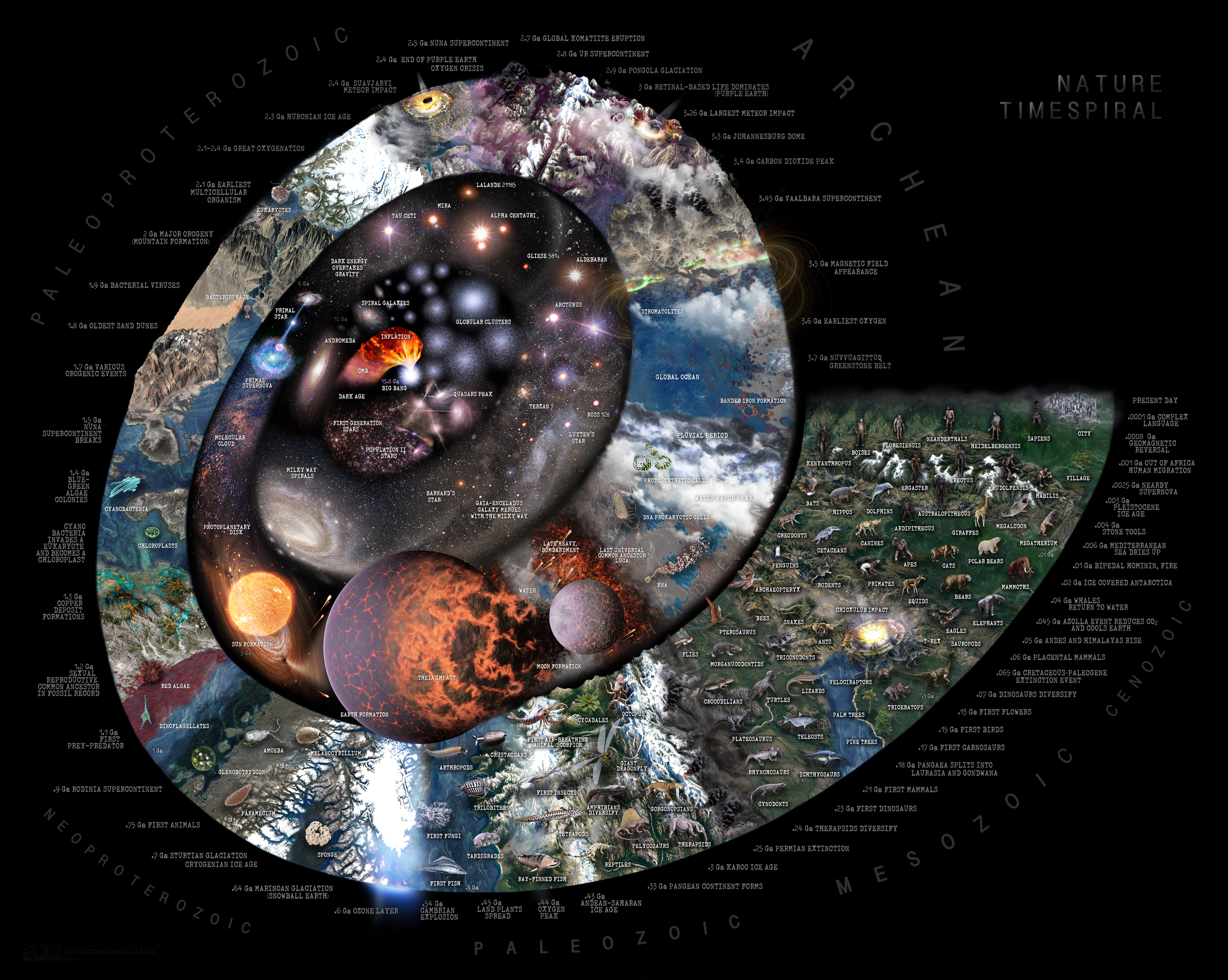
Evenimente notabile de la Big Bang până în prezent prezentate într-un aspect spiralat.Diecare miliard de ani este reprezentat într-o rotație de 90 de grade.

Marea Istorie (provenit din limba engleză Big History) este o disciplină academică care examinează istoria de la formarea Universului (Big Bang) la timpurile noastre curente.  Marea Istorie analizează o istorie îndelungată utilizând o abordare multidisciplinară bazată pe numeroase discipline umaniste și științifice combinate, precum astronomie, matematică,  fizică, chimie, geologie, biologie, geografie, psihologie, sociologie și istorie. Această explorează existența umană într-un  context la scară mare. Integrează studierea cosmosului, a Pământului, a vieții și a umanității folosind o evidență empirică de a explora relațiile cauză-efect. 
Marea Istorie este momentan predată în școlile și universitățile din America, dar  și prin prezentări online interactive la scară globală. 
Istoricul David Christian  este creditat ca fiind primul care a folosit termenul „Marea Istorie” pe care a predat-o ca un curs la Universitatea Macquire. Dar încă din timpul Antichității clasice, filosofi și savanți ca Pitagora, Arhimede,  Thales, Socrate sau  Aristotel  au încercat să pună într-o relație umanitatea cu cosmologia și istoria naturală.   

## Pragurile
.
.

## Marea Istorie în practică
| Istorie convențională                                                                   | Marea Istorie |
| 4000 î.Hr. până în prezent                                                              | Big Bang până în prezent |
| 7,000–10,000 ani                                                                        | 13.8 billion ani |
| Domeniu de studiu compartimentat                                                        | Abordare interdisciplinară |
| Concentrat asupra civilizației umane                                                    | Concentrat asupra locului omenirii în univers                                                                                             |
| Este studiată cu ajutorul cărților, manualelor, documentelor , în școli și universități | Este studiată pe platforme interactive la: Coursera, Youtube Crash Course, Big History Project, Macquarie University, ChronoZoom          |
| Microistorie                                                                            | Macroistorie |
| Concentrată pe tendințe, procese                                                        | Concentrată pe analogie, metaforă |
| Bazată pe varietăți de documente, inclusiv înregistrări scrise și artefacte materiale   | Bazată pe cunoștințele actuale despre fosile, schimbări ecologice, analize genetice, date cosmice, pe lângă datele istorice convenționale |